# Historias Fantásticas (Editorial Novaro)

Historias Fantásticas fue una revista de historietas publicada por Editorial Novaro desde 1958 con periodicidad mensual. Constó de 380 números ordinarios en su Serie Clásica y 7 en la Serie Avestruz, además de 1 único extraordinario, aparecido el 1 de septiembre de 1962.

## Contenido
Al igual que las posteriores Relatos Fabulosos (1959), Cuentos de Misterio (1960) y Mi Gran Aventura (1960), esta revista traducía el material de varios comic books de ciencia ficción de la compañía estadounidense DC Comics.
| Número | Fecha      | Título                                        | Título original                       | Guionista | Dibujante          | N.º páginas | Publicación original       | Fecha original |
| ------ | ---------- | --------------------------------------------- | ------------------------------------- | --------- | ------------------ | ----------- | -------------------------- | -------------- |
| 9      | 01/11/1958 | El juego prohibido                            | The Forbidden Game                    |           | Mort Meskin        | 6           | Tales of the Unexpected 14 | 06/1957        |
| 9      | 01/11/1958 | Ríe, payaso, ríe                              | Cry, Clown, Cry                       |           | Bernard Baily      | 6           | Tales of the Unexpected 14 | 06/1957        |
| 9      | 01/11/1958 | El hombre que poseía la espada del rey Arturo | The Man Who Owned King Arthur's Sword |           | George Papp        | 6           | Tales of the Unexpected 14 | 06/1957        |
| 9      | 01/11/1958 | El gorila verde                               | The Green Gorilla                     |           | Sheldon Moldoff    | 6           | Tales of the Unexpected 14 | 06/1957        |
| 11     | 01/01/1959 | El martillo mágico                            | The Magic Hammer                      |           | Jack Kirby         | 6           | Tales of the Unexpected 16 | 08/1957        |
| 11     | 01/01/1959 | Los hombres estrella                          | I Was a Spy for Them                  |           | Mort Meskin        | 6           | Tales of the Unexpected 16 | 08/1957        |
| 11     | 01/01/1959 | El exiliado de la Tierra                      | The Exile from Earth                  | Dave Wood | Sheldon Moldoff    | 6           | Tales of the Unexpected 16 | 08/1957        |
| 11     | 01/01/1959 | La transmisión interplanetaria                | The Interplanetary Line-Up            |           | Rubén Moreira      | 6           | Tales of the Unexpected 16 | 08/1957        |
| 24     | 01/02/1960 | La invasión silenciosa                        |                                       |           |                    | 6           |                            |                |
| 24     | 01/02/1960 | Comandante Mercurio                           |                                       |           |                    | 2           |                            |                |
| 24     | 01/02/1960 | Mascota del Espacio                           | Mascot from Space                     |           | William (Bill) Ely | 6           | Tales of the Unexpected 31 | 11/1958        |
| 24     | 01/02/1960 | El hombre que invadió a la Tierra             | The Man Who Invaded Earth             |           | Doug Wildey        | 6           | Tales of the Unexpected 31 | 11/1958        |
| 24     | 01/02/1960 | El día que la Tierra se detuvo                | The Day the Earth Stopped             |           | Bob Brown          | 8           | Tales of the Unexpected 31 | 11/1958        |